# 大田皇女
大田皇女（約645年以前？－667年2月，即卒於天智天皇六年），日本飛鳥時代皇族。她是天智天皇的女兒，母親是蘇我倉山田石川麻呂之女遠智娘。同母妹鵜野讚良皇后（即後來的持統天皇），同母弟建皇子。
大田皇女和妹妹鵜野讚良皇女同是天武天皇的妃子。不過大田皇女一直健康欠佳，為天武天皇生下大伯皇女和大津皇子後，未能親睹丈夫繼統便已去世，年僅25歲。當時大伯皇女7歲，大津皇子5歲。死後與齊明天皇（天智天皇的之母）和間人皇女（天智天皇之妹，孝德天皇的皇后）同葬一處。
由於鵜野讚良皇女後來成為皇后，相反大田皇女早逝，是以其子大津皇子在與草壁皇子的皇位繼承權爭奪中缺乏有力後盾，更間接導致大津皇子後來被控謀反賜死的悲劇。